# Lucien Jardez
Lucien Jardez, né le 23 avril 1916 à Pecq (province de Hainaut) et mort le 29 avril 2000, est un écrivain patoisant de Tournai.

## Biographie
Lucien Jardez naît le 23 avril 1916 à Pecq.
Il était éducateur à l’École Moyenne de l’État à Pecq, puis secrétaire de direction au Lycée royal de Tournai.
Il est entré dans la "Royale Compagnie du Cabaret Wallon Tournaisien" (Roéïale Compagnie du Cabaret Walon d'Tornai) à 26 ans en 1942, Jardez devient le Président du cabaret en 1964 jusqu'en 1996.
Il meurt le 29 avril 2000, à l'âge de 84 ans.

## Œuvres littéraires

### En picard
- Monologues en patois :
 Lucien Jardez, Royale Compagnie du cabaret wallon tournaisien, Tournai, Édition du R.C.C.W.T. (1981)
- Glossaire tournaisien :
 Lucien Jardez avec Nicole Demaret (1998)

### En français
- Les Enseignes tournaisiennes du XVIIIe siècle :
 Édition : Société Royale d'histoire et d'archéologie de Tournai (1984).
- Les Géants de Tournai et leur suite :
Édition : Société Royale d'histoire et d'archéologie de Tournai (1986).
- Tournai et Tournaisis :
 Collection : Les Mémoires de Wallonie, (1989).
- Les Derniers jours des Archives et de la bibliothèque de Tournai : 
Mémoires de la Société Royale d'histoire et d'archéologie de Tournai - (Tome 17).

### Théâtrales
- Mossieu Peperkoek - Monsieur Peperkoek (1945) .
- Au pied du mur (1947).
- C'que feimme veut... [Ce que femme veut...] (1949).

## Traduction de bande dessinée
- Les Pinderlos de l'Castafiore : 
Les Aventures de Tintin : Les Bijoux de la Castafiore - (Hergé), traduit en picard de Tournai par Lucien Jardez : Les Pinderlos de l'Castafiore..
- L'Ainnée d'la bière [L'Année de la bière - à la tienne]
 Raoul Cauvin (scénariste) puis Louis-Michel Carpentier (dessin) - Et traduit en picard de Tournai par Lucien Jardez, Édition des Archers, Bruxelles, 1986.
- Les Potiaux d'cabaret - [Les Poteaux de cabaret]
Raoul Cauvin (écrivain) puis Louis-Michel Carpentier (dessin) - Et traduit en picard de Tournai par Lucien Jardez, Édition des Archers, Bruxelles, 1987.

## l'Orvue de karmesse (la Revue de la kermesse)
Lucien Jardez, c'était Jojo dans la Revue de la kermesse (avec Nénesse - Marcel Roland -) 